# Bernard Makuza
Bernard Makuza (født 30. september 1962) er en rwandisk politiker, der var Rwandas premierminister fra 8. marts 2000 til 7. oktober 2011.

## Karriere
Makuza var medlem af den Republikansk-demokratiske bevægelse før partiet blev opløst den 14. april 2003 på grund af påstande om partiets ideologi med folkemord. Makuza er ikke længere tilknyttet til noget politisk parti.

## Posten som premierminister
Før Makuza blev udnævnt til premierminister var han både ambassadør i Burundi og i Tyskland. Makuza blev premierminister af den tidligere præsident Pasteur Bizimungu efter at den daværende premierminister Pierre-Célestin Rwigema blev tvunget til at trække sig på grund af massiv kritik i medierne og fra andre parlamentsmedlemmer.
Den 8. marts 2008 foretog præsident Paul Kagame en række udskiftninger i regeringen, men Makuza fortsatte som regeringsleder.
Den 6. oktober 2011 udnævnte Pierre Habumuremyi til at erstatte Makuza som premierminister.